# 旧体诗流派

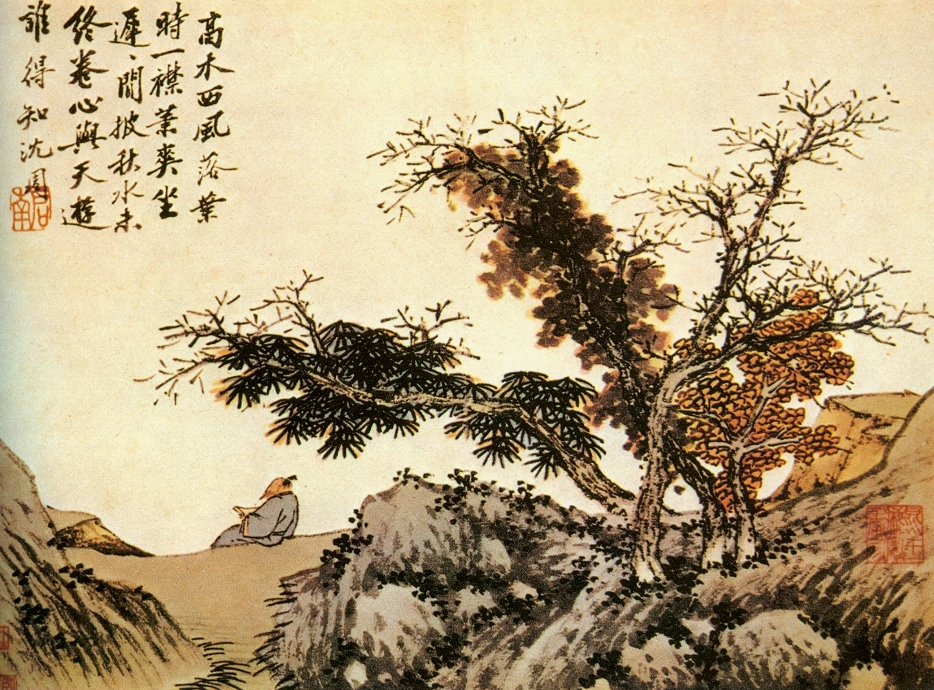
《秋山读书图》，北京故宫博物院，约1500年明朝沈周所作

旧体诗流派指中国古代诗歌的流派。一些流派早在公元前大约7—10世纪《诗经》在今中国但当时由众多独立国组成的地方发布前就可看見。“流派”指不同的方面如话题、主题、素材、怎样的明喻和隐喻在其中被认为是合适的或它们如何被解读，其他被纳入考虑的有词汇和风格等。这些流派通常但不总是独立于格律。这些格律和流派多在唐詩中发展，旧体诗流派的使用和发展在1919年五四运动前一直积极持续，甚至在今天的21世纪仍然继续着。

## 山水诗流派
与中国绘画的分类相似，一些诗因主要使用了自然风景的图象，被认为“山水诗”。在《诗经》的自然意象中可以看出这一点的一些成因。此外，兰亭集会在这方面也是一个重要的影响。类似的，这一流派可以分成两个亚流派：更以自然为主的田园派和更完全自由自在地遇到本姓的山水派。诗歌的景观风格还通过对中国绘画的如山水风格般的类似发展的快乐融合产生了促进。山水画受之影響。

### 山水
山水诗派的诗包括或描述了自然的景象或环境。山、河及瀑布在此类诗中是突出的。此类诗的直接焦点倾向于明确关于景观本身而非人类元素或观景者。此类诗的一个最伟大的典型就是王维。

### 田园
尽管田园诗包括自然景象或环境的描述，环境和细节更多被导向已栽培完的农村和已驯化的花园。陶潜，又称陶渊明，写下示范此类诗歌的诗。

## 边塞、出塞、塞下曲
边塞，又称塞上，此类题材的诗歌是关于实际或想象中中国边境的生活的。它们特别被设定在偏远且受到极端温度和沙尘暴的北部和西部的干旱地区，有时住着异国的且往往怀有敌意的人。尽管如此前线地区对帝国是重要的：政治上，因为帝国的雄心；经济上，因为丝绸之路的贸易；以及象征上。重要的写此类诗的诗人包括唐朝的高适、岑参。

## 歷史題材

### 古风
古风是基于战国时期《诗经》“风”的诗派。例子包括李白在太白山上的古风。李白也写了一首诗，题为《古风》。

### 怀古
怀古是一种广为流传的诗派。此种诗中，诗人回顾某个逝去的时刻、地点或人。据伯顿·沃特森所说，这是“中国诗歌的永恒主题之一”，在其中“诗人观照过去的荣光的废墟”。

## 回文
此类诗的主要典型是苏蕙的回文诗。她的《璇玑图》是一种纵横各二十九字的方格，能从前读、从后读、横读、纵读或对角读。

## 子夜歌
《子夜歌》据说是源自东晋一个同名的4世纪歌女。

## 潇湘诗
潇湘诗在中国有长期传统，后来的影响更全局化。此类诗与相应的在历史上与社会和政治放逐相关的中国的潇湘地区、潇湘八景相关。

## 遊仙
遊仙詩以用道教神話為素材，描途遨遊仙境、上昇天庭、嚮往成仙的心願。有些遊仙詩寄託以有志難伸的不滿，抒發憤世嫉俗與苦悶之情，亦有遊仙詩以登臨仙境比喻男歡女愛，抒寫俗世的悅樂。屈原《離騷》被視為遊仙詩的起源，為後世所倣效。歷史上遊仙詩最興盛的時期是魏晉時代，代表詩人有東晉的郭璞和晚唐的曹唐，其餘重要詩人有曹植、阮籍、李白等。文學批評家對遊仙詩整體評價不高，認為遊仙詩精神價值太塵俗，缺少了想像力和宏偉的架構。 

## 丧乱
丧乱是一种中国古典诗派。此类诗与主题与战争破坏和与其相关的死亡和无序、特别是关于忽必烈所建的元朝的建立过程中导致和发生的暴力和动荡有关的元朝诗以及元曲相关。元好问就是金元时期一位伟大的中国诗人。然而，可以说，就他在安史之乱期间创作的诗歌而言，杜甫是这一流派的一个重要先驱。

## 閨怨
以獨守家中的女子為題材，抒寫其對遠行丈夫的思慕與悲傷之情，多出自男性手筆。